# Led Zeppelin United Kingdom Tour Winter 1971
Led Zeppelin United Kingdom Tour Winter 1971 е концертно турне на английската рок група Лед Зепелин в Обединеното Кралство, между 11 ноември и 15 декември 1971 г.

## История
Счита се, че именно това турне затвърждава водещите позиции на групата в музикалния пазар в Англия. Ангажирано скоро след излизането на четвъртия албум и по-малко от седмица преди старта, то е разпродадено. Добавена е по една допълнителна дата за Уембли и Манчестър заради огромния интерес – фенове се редят за билети по 18 часа.
Турнето е особено забележително заради двата концерта на Уембли, наречени „Електрическа Магия“. Това са и първите рок-концерти със собствени права. Петчасовата програма включва водевилен цирк с артисти на трапец, жонгльори с чинии и прасета в полицейски униформи. Съпорт на Лед Зепелин (рядко явление в кариерата им) са шотландците Stone the Crows. На концерта се продават цветни плакати по 30 пенса. По-късно те са изключителна колекционерска находка, поради ограничения им брой. Алтернативна версия на изображението се появява през 2010 г. на официално издадени копринени тишърти.
Това е първото турне, в което се появяват символите на музикантите, познати от четвъртия им албум. Знаците на Джими Пейдж и Робърт Плант са на усилвателите „Маршал“, а тези на Джон Пол Джоунс и Джон Бонъм – съответно на кийборда и бас-барабана. В по-късните обиколки традицията продължават само Пейдж и Бонъм.

## Сетлист
- Immigrant Song
- Heartbreaker
- Out on the Tiles / Black Dog
- Since I've Been Loving You
- Rock and Roll
- Stairway to Heaven
- Going to California
- That's the Way
- Tangerine
- Bron-Yr-Aur Stomp
- Celebration Day
- Dazed and Confused
- What Is and What Should Never Be
- Moby Dick
- Whole Lotta Love

Бисове (варират):
- Thank You
- Communication Breakdown
- Gallows Pole (16 ноември)
- Weekend" (13 и 16 ноември и 2 декември)
- It'll Be Me" (2 декември)

## Концерти
| Дата                | Град       | Държава   | Място                 |
| ------------------- | ---------- | --------- | --------------------- |
| 11 ноември 1971 г.  | Нюкасъл    | Англия    | Newcastle City Hall   |
| 12 ноември 1971 г.  | Съндърланд | Англия    | Locarno Ballroom      |
| 13 ноември 1971 г.  | Дънди      | Шотландия | Caird Hall            |
| 16 ноември 1971 г.  | Ипсуич     | Англия    | St. Mathew's Baths    |
| 17 ноември 1971 г.  | Бирмингам  | Англия    | Kinetic Circus        |
| 18 ноември 1971 г.  | Шефийлд    | Англия    | Sheffield University  |
| 20 ноември 1971 г.  | Лондон     | Англия    | Empire Pool           |
| 21 ноември 1971 г.  | Лондон     | Англия    | Empire Pool           |
| 23 ноември 1971 г.  | Престън    | Англия    | Preston Public Hall   |
| 24 ноември 1971 г.  | Манчестър  | Англия    | Free Trade Hall       |
| 25 ноември 1971 г.  | Лестър     | Англия    | Leicester University  |
| 29 ноември 1971 г.  | Ливърпул   | Англия    | Liverpool Stadium     |
| 30 ноември 1971 г.  | Манчестър  | Англия    | Kings Hall, Belle Vue |
| 2 декември 1971 г.  | Борнмът    | Англия    | Royal Ballroom        |
| 15 декември 1971 г. | Солсбъри   | Англия    | City Hall             |